# الاختلافات النصية في سفر التكوين
الاختلافات النصية في سفر التكوين (بالإنجليزية: Textual variants in the Book of Genesis) هي موضوع دراسة الاختلافات النصية في المخطوطات عندما يقوم الناسخ بإجراء تحريفات متعمدة أو غير مقصودة في مخطوطة على النص الذي يتم إعادة إنتاجه. وترد في هذه المقالة أدناه قائمة مختصرة من المتغيرات النصية في هذا الكتاب بالذات.

## الاختلافات النصية الموجودة

العلاقة المفترضة بين مخطوطات العهد القديم الهامة القديمة

وقالَ قايينُ لِهابيلَ أخيهِ:هيَّا لِنَخرُج إلى الحقلِ. وبَينَما هُما في الحقلِ هجمَ قايينُ على هابيلَ أخيهِ فقَتَلَهُ. ( تكوين 4: 8 ) التي حذفت {:هيَّا لِنَخرُج إلى الحقلِ} (الفانديك) (الحياة) التي اضافته (المبسطة) (الكاثوليكية) (اليسوعية) (المشتركة) المخطوطات التي تحذفه النص العبري يحذفه ,التي تكتبه الترجمة السبعينية

## مقلات ذات صلة
- الاختلافات النصية في سفر أعمال الرسل
- الاختلافات النصية في الرسالة إلى العبرانيين
- الاختلافات النصية في إنجيل يوحنا

- الاختلافات النصية في رسالة يوحنا الأولى
- الاختلافات النصية في رسالة رومية
- الاختلافات النصية في إنجيل مرقس